# Erica glandulosa
Erica glandulosa är en ljungväxtart. Erica glandulosa ingår i släktet klockljungssläktet, och familjen ljungväxter.

## Underarter
Arten delas in i följande underarter:
- E. g. bondiae
- E. g. breviflora
- E. g. fourcadei
- E. g. glandulosa

## Bildgalleri

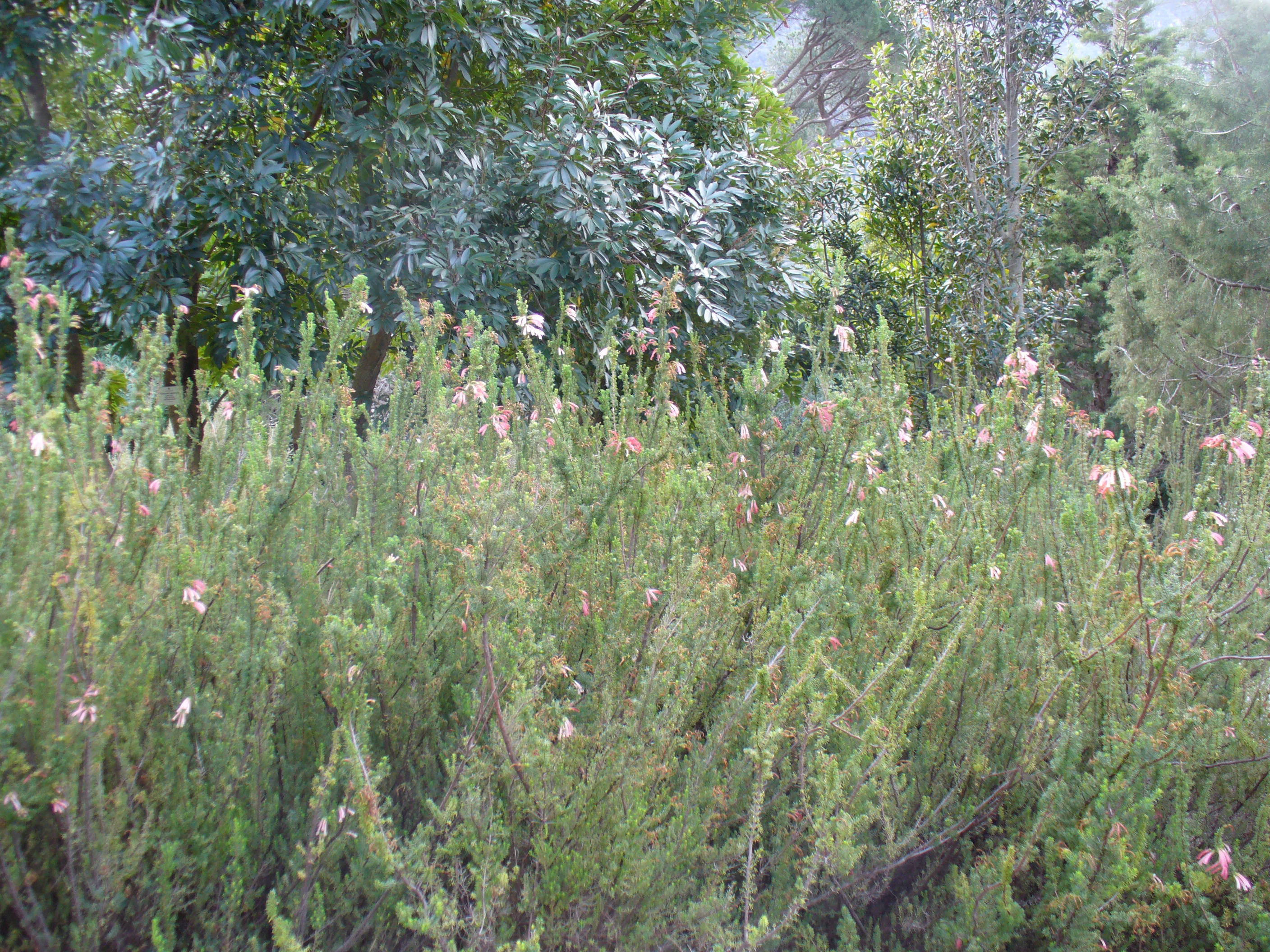
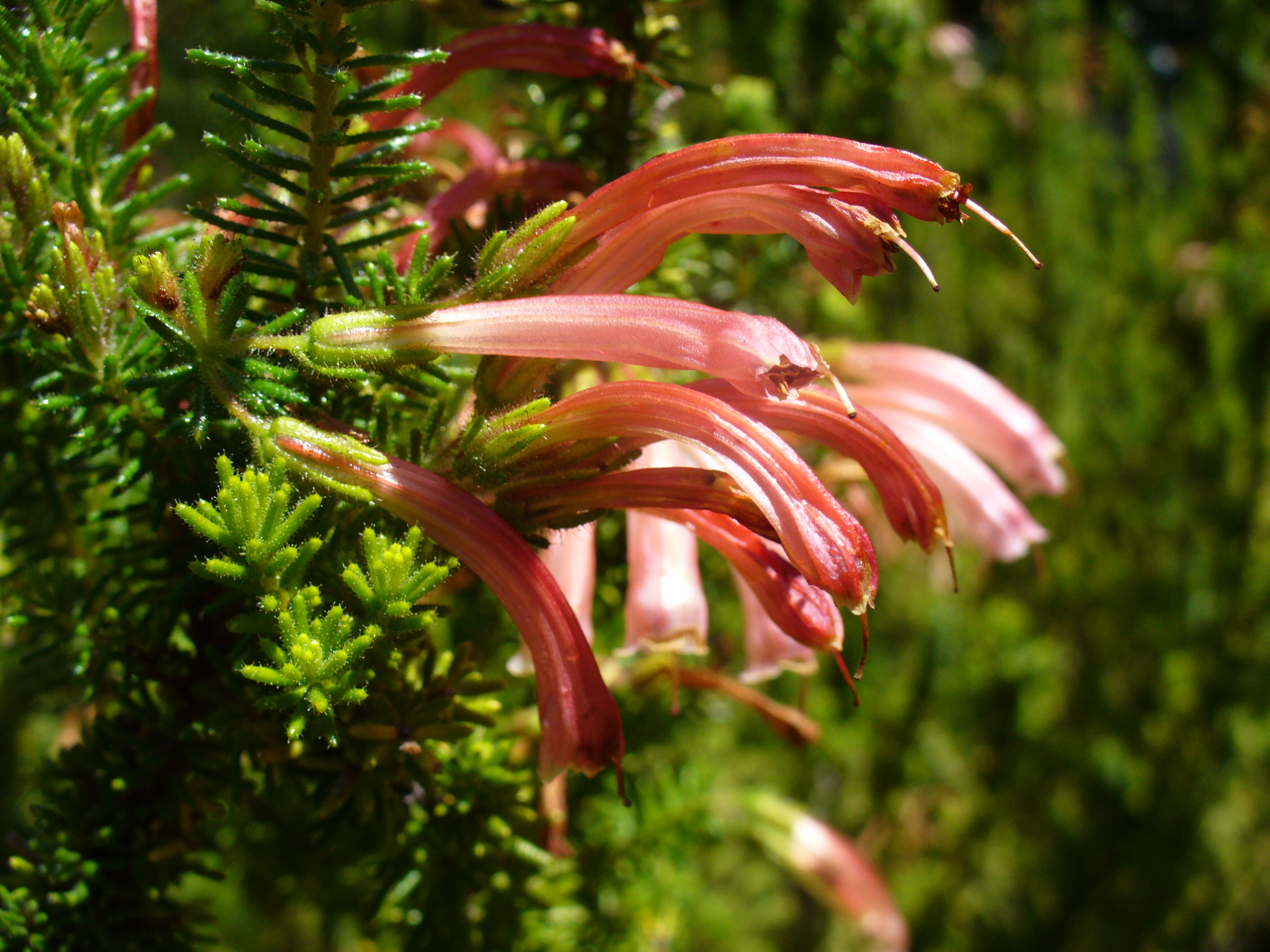
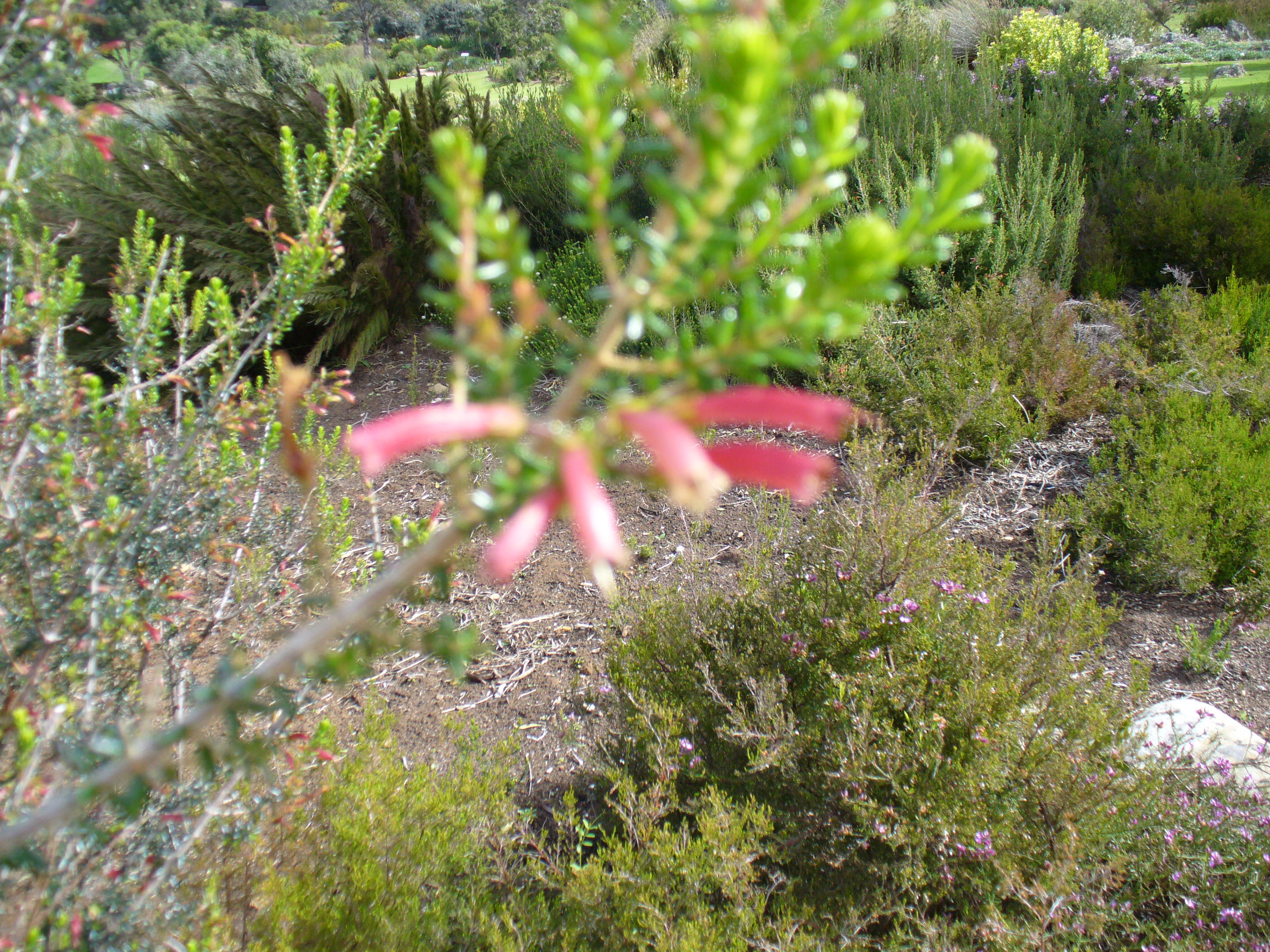